# Hunshults naturreservat
Hunshult är ett naturreservat i Urshults socken i Tingsryds kommun i Småland (Kronobergs län).
Reservatet är 111 hektar stort och skyddat sedan 2006. Det omfattar ädellövskog, ängsfruktodlingar, kärr, betesmark och sjö beläget på nordligaste delen av Sirkön i sjön Åsnen. Området gränsar till naturreservatet Bjurkärr. Sjön Åsnen har en värdefull och artrik fågelfauna. Husen i byn Hunshult ligger utmed vägen som går över Sirkön från norr till söder. I skogen finns många små åkrar insprängda. Delar av Hunshult är således idag naturreservat där bokskog och slåtterängar med äppelträd är utmärkande.
Hunsult är även en gammal ensamgård på Sirkön i sjön Åsnen, Urshults socken, södra Kronobergs län. Gården var ursprungligen på 3/4-dels mantal. Den delades på 1700-talet i två och vid början av 1800-talet i tre gårdar om vardera 1/2, 1/8-dels och 1/8-dels mantal. Husen ligger koncentrerat med mangårdar från mitten av 1800-talet, men har inte utgjort någon bybildning.